# Gnathia disjuncta
Gnathia disjuncta är en kräftdjursart som beskrevs av Barnard 1920. Gnathia disjuncta ingår i släktet Gnathia och familjen Gnathiidae. Inga underarter finns listade i Catalogue of Life.